# Morgane Dubled

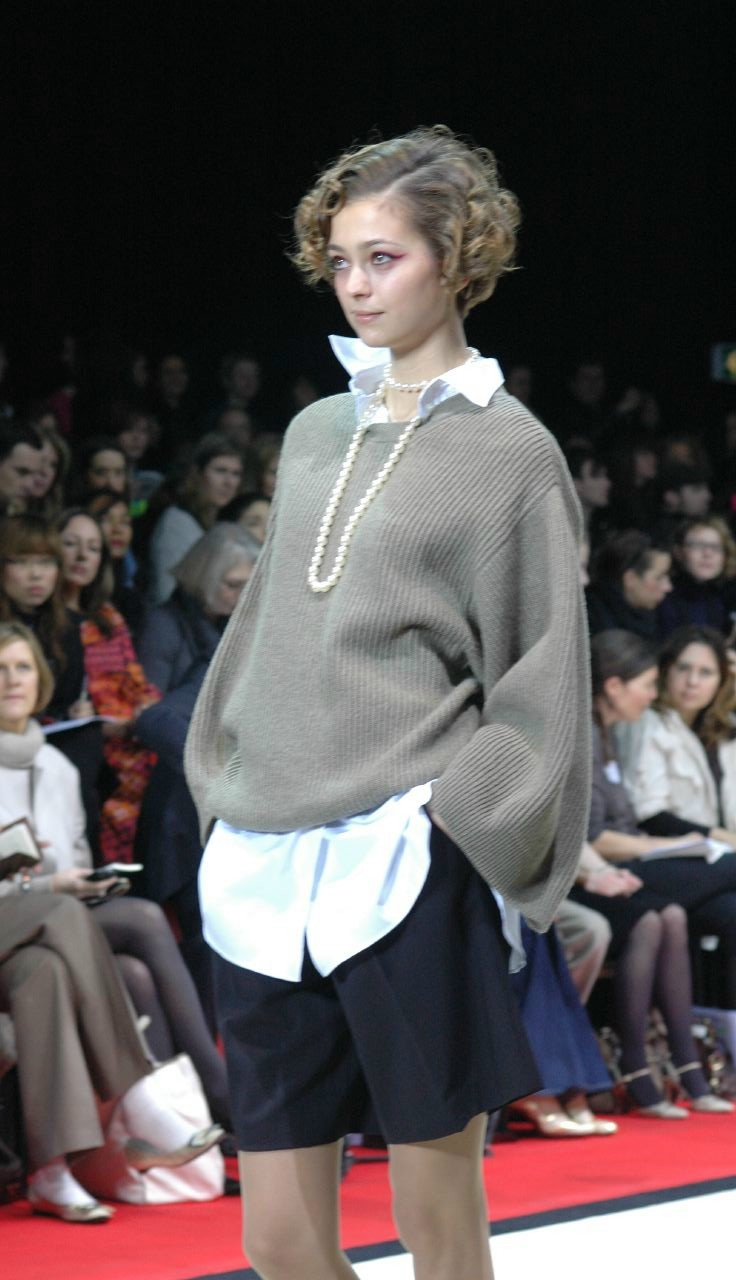
Morgane Dubled, Februar 2007

Morgane Dubled (* 1. Juli 1984 in Nizza) ist ein französisches Model.
Als 16-Jährige wurde sie von einem Scout des Elite Model Management in ihrem Heimatort Nizza entdeckt. Nach ihrem Baccalauréat wollte sie an der École normale supérieure in Paris studieren, entschloss sich aber zu einem Vollzeitberuf als Model. Ab 2004 war sie auf dem Laufsteg und in Fotoshootings für Armani, Calvin Klein, Chanel, Dolce & Gabbana, Dior, Gucci, Jean Paul Gaultier, Christian Lacroix, Lacoste, Ralph Lauren oder Versace zu sehen. Von 2005 bis 2008 lief sie bei den jährlichen Victoria’s Secret Fashion Shows.
Morgane Dubled wurde von Terry Richardson, Craig McDean und John Akehurst fotografiert. Der Schleswig-Holsteinische Zeitungsverlag zählt sie zu den begehrtesten Laufstegmodels der Welt. Im August 2005 war sie Titelmodel der russischen Ausgabe des Mode-Magazins Vogue.
Morgane Dubled ist bei Viva Models und DNA Model Management unter Vertrag.